# Aeroportul Person County
Aeroportul Person County (IATA: TDF, ICAO: KTDF, FAA LID: TDF) este un aeroport din Carolina de Nord, Statele Unite ale Americii ce deservește zona Roxboro⁠(d). Aeroportul a fost tranzitat în 2019 de 8 pasageri.
Situat la o altitudine de 186 m, aeroportul dispune de 1 pistă.

## Infrastructură

### Piste
Aeroportul dispune de o singură pistă. Pista 06/24 are suprafața de asfalt și dimensiunile 6.005 picioare × 100 picioare. 